# 三角錐形分子構造
化学において、三角錐形（さんかくすいがた、英: Trigonal pyramid）は、三角錐の底面の角に3つの原子と頂上点に1つの原子を持つ分子の幾何配置である。四面体（四面体形幾何配置と混同してはならない）と似ている。角にある3つの原子全てが同一である時点分子は点群C3vに属する。三角錐形幾何配置をもつ分子およびイオンには、水素化プニクトゲン（XH3）、三酸化キセノン（XeO3）、塩素酸イオン（ClO−
3）、亜硫酸イオン（SO2−
3）、亜リン酸イオン（PO3−
3）がある。有機化学では、三角錐形幾何配置を持つ分子はsp3混成していると説明されることがある。VSEPR理論のAXE法は、この幾何配置の分類はAX3E1とされる。

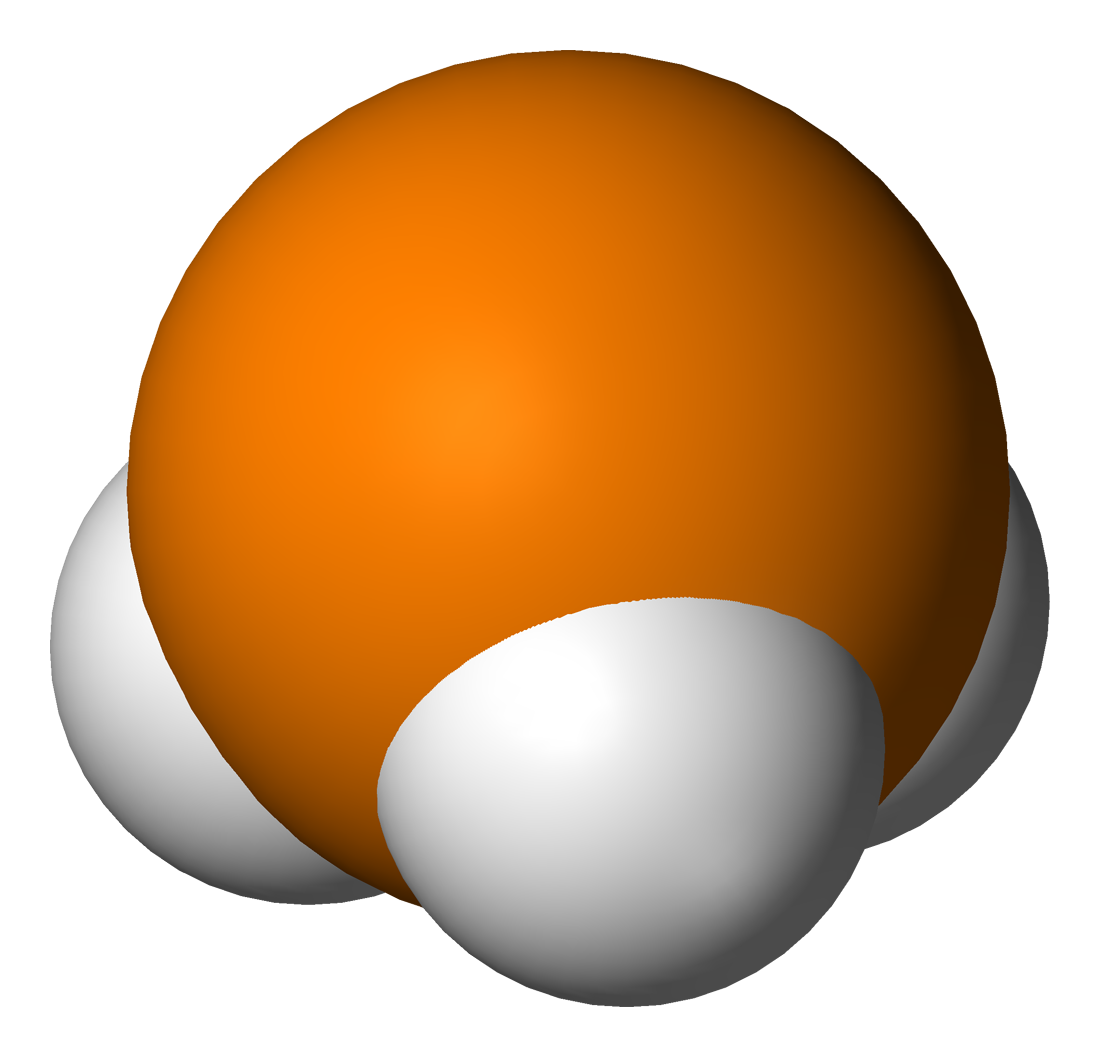
ホスフィン、三角錐形幾何配置を持つ分子の例。

## アンモニアにおける三角錐形幾何配置
アンモニア中の窒素原子は5個の価電子と3つの水素原子との結合を持ち、オクテット則を満たしている。この結果、それぞれの結合角が cos−1(−1/3) ≈ 109.5° と等しい正四面体の幾何配置がもたらされるだろう。しかしながら、3つの水素原子は孤立電子対による反発を受け、幾何配置は結合角107° の三角錐（正三角錐）へとゆがむ。対照的に、三フッ化ホウ素は、ホウ素が孤立電子対を持たないため平面三角形幾何配置をとり、平らである。アンモニアでは、三角錐形構造は素早い窒素反転を経験する。

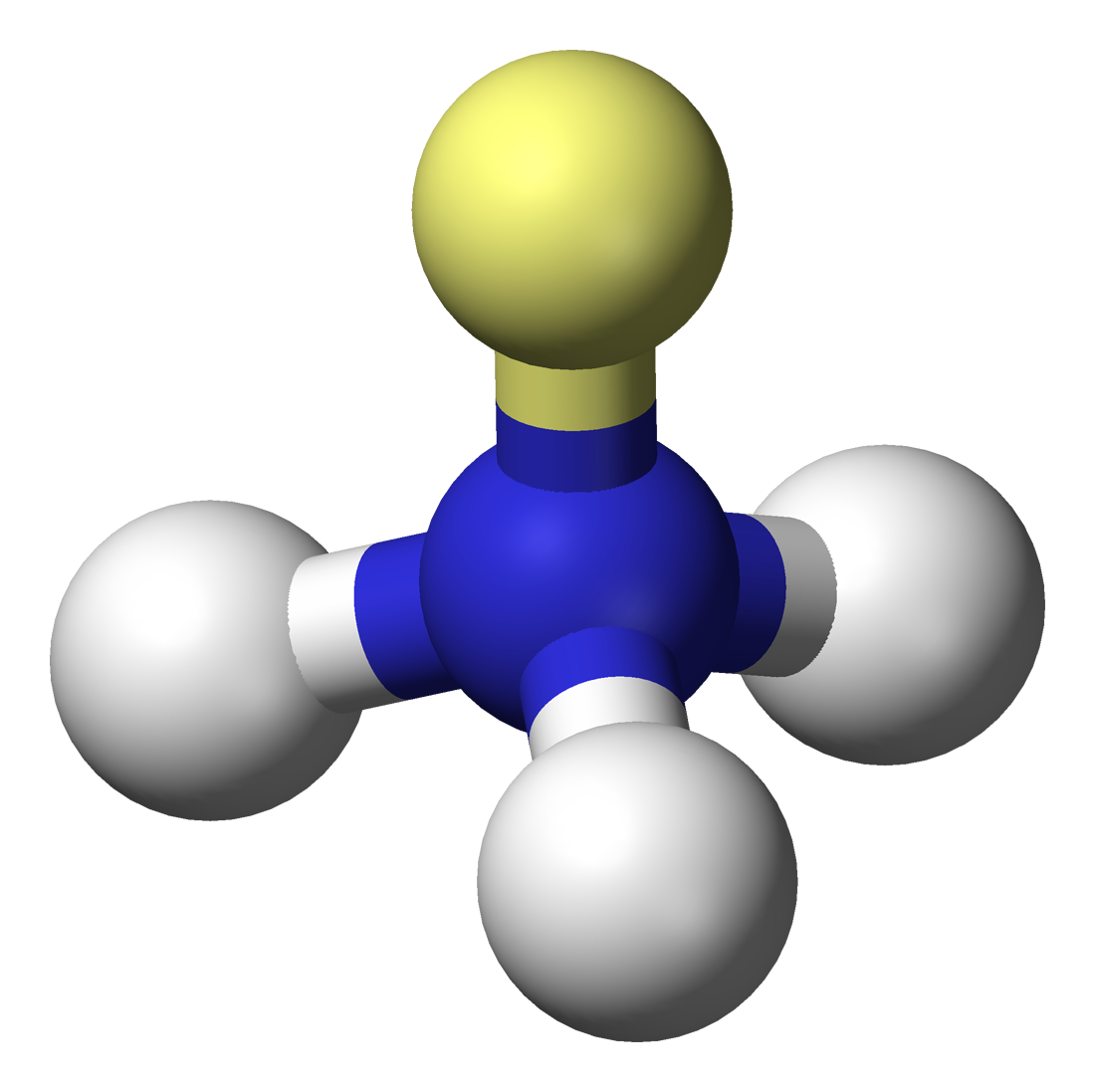
アンモニアの電子対配置は四面体形である。2つの孤立電子は黄色、水素原子は白色で示されている。
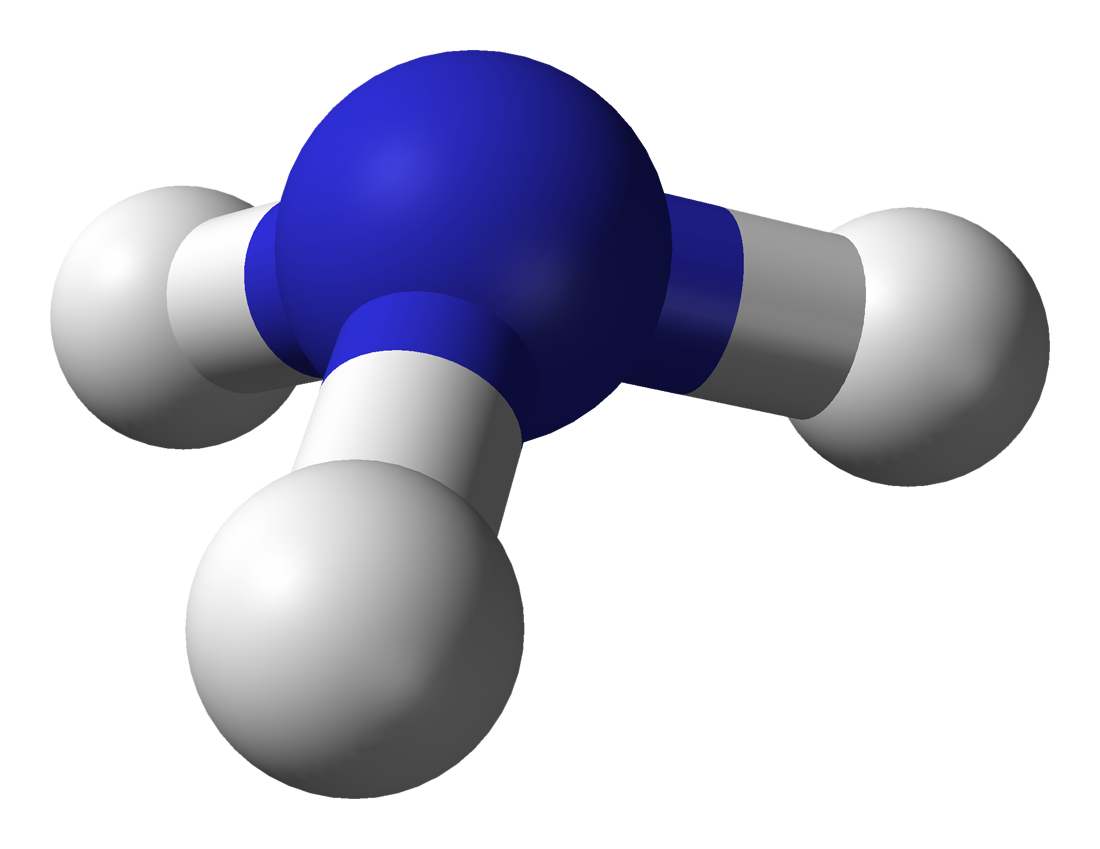
分子の幾何配置は電子対の配置から推論できる。アンモニアは三角錐形幾何配置を持つことが示されている。